# Portgölarna (södra)
Portgölarna är en sjö i Vaggeryds kommun i Småland och ingår i Lagans huvudavrinningsområde. Sjön är 11,9 meter djup, har en yta på 0,013 kvadratkilometer och befinner sig 234 meter över havet.